# Barbara Gibson
Barbara Ann Gibson (ur. 25 sierpnia 1962 w Oklahoma City) – brytyjska polityk, wykładowczyni akademicka, specjalistka ds. komunikacji i samorządowiec amerykańskiego pochodzenia, posłanka do Parlamentu Europejskiego IX kadencji.

## Życiorys
Urodziła się w Oklahomie w USA, w 2002 na stałe zamieszkała w Wielkiej Brytanii, a w 2011 uzyskała obywatelstwo tego kraju. Ukończyła studia na Oklahoma City University. Przez ponad 25 lat pracowała w biznesie jako specjalistka do spraw komunikacji. Była przewodniczącą międzynarodowej organizacji branżowej International Association of Business Communicators, a także towarzystwa szkoleniowego SIETAR. Została także wykładowczynią na uczelni Birkbeck, University of London, na której doktoryzowała się w 2014.
W 2016 zaangażowała się w działalność polityczną w ramach Liberalnych Demokratów. W 2017 została wybrana na radną hrabstwa Hertfordshire. W wyborach w 2019 uzyskała mandat eurodeputowanej IX kadencji.